# 米格尔·布里托斯
米格尔·安吉尔·布里托斯·卡布雷拉（Miguel Ángel Britos Cabrera，1985年7月17日—）是一名乌拉圭足球运动员，司职中后卫，現時已退役。

## 俱乐部生涯
2005年，布里托斯在乌拉圭足球甲级联赛球队凤凰开始职业足球生涯。2006年，他转会加盟乙级联赛球队尤文图德，并在2006/07赛季帮助球队升级成功。2007年7月，他加盟甲级球队蒙得维的亚流浪者。
2008年夏季，布里托斯前往意大利，和意大利足球甲级联赛球队博洛尼亚签约。2008年9月21日，他在和佛罗伦萨上演意甲联赛的首秀。2009年2月21日，他射进在意甲联赛的首个进球，不过博洛尼亚最终1比2不敌国际米兰。2011年7月，他和另一支意甲球队那不勒斯签约五年。2012年2月13日，他射进加盟球队的首个进球，帮助球队2比0击败切沃。